# 漁汀駅
漁汀駅（オジョンえき）は、大韓民国京畿道龍仁市器興区にあった水驪線の駅である。

## 歴史
- 1930年12月1日 - 開業[1]。
- 1969年8月1日 - 無配置簡易駅に降格[2]。
- 1972年4月1日 - 廃止[3]。